# Upravna delitev Slovenije (1952)
Upravna delitev Ljudske republike Slovenije iz leta 1952.

## Zakonodaja
Aprila 1952 je bil sprejet Zakon o razdelitvi Ljudske republike Slovenije na mesta, okraje in občine, ki je bil objavljen v Uradnem listu Ljudske republike Slovenije, št. 11 z dne 19. aprila 1952. Kot razvidno že iz samega naslova zakona, je bila ukinjena dotedanja delitev na mesta, oblasti in okraje ter uvedena nova delitev na mesta, okraje in občine.
Z Zakonom o spremembah in dopolnitvah Zakona o razdelitvi Ljudske republike Slovenije na mesta, okraje in občine, ki je bil objavljen v Uradnem listu Ljudske republike Slovenije, št. 19/52 z dne 9. julija 1952 so vključili nekatere okraje v druge okraje, preimenovali druge ter ustanovili nove s priključitvijo dela Svobodnega tržaškega ozemlja Sloveniji.

## Delitev
April 1952
- mesta:

- Celje mesto
- Ljubljana mesto
- Maribor mesto

- okraji:

- Okraj Celje okolica (40 občin)
- Okraj Črnomelj (8 občin)
- Okraj Gorica (19 občin)
- Okraj Kočevje (12 občin)
- Okraj Kranj (22 občin)
- Okraj Krško (26 občin)
- Okraj Ljubljana okolica (40 občin)
- Okraj Ljutomer (15 občin)
- Okraj Maribor okolica (34 občin)
- Okraj Murska Sobota (22 občin)
- Okraj Novo mesto (23 občin)
- Okraj Postojna (15 občin)
- Okraj Ptuj (13 občin)
- Okraj Radovljica (13 občin)
- Okraj Sežana (12 občin)
- Okraj Slovenj Gradec (10 občin)
- Okraj Šoštanj (10 občin)
- Okraj Tolmin (10 občin)
- Okraj Trbovlje (13 občin)